# Pterodroma atrata
Pterodroma atrata là một loài chim trong họ Procellariidae.